# Motul de Carrillo Puerto
Motul de Carrillo Puerto – miasto w Meksyku, w stanie Jukatan.